# Thallomys nigricauda
Thallomys nigricauda es una especie de roedor de la familia Muridae.

## Distribución geográfica
Se encuentra en Angola, Botsuana, Namibia, Sudáfrica, y Zambia.

## Hábitat
Su hábitat natural es: subtropical o tropical matorrales secos.